# Taihe, Fuyang
Taihe, tidigare romaniserat Taiho, är ett härad i staden Fuyang i provinsen Anhui i östra Kina.

## Administrativ indelning
Häradet är indelat i 30 köpingar, en socken och en administrativ enhet på sockennivå.
Köpingar (zhen):

- Caimiao (蔡庙镇)
- Chengguan (城关镇)
- Damiaoji (大庙集镇)
- Daxin (大新镇)
- Erlang (二郎镇)
- Fentai (坟台镇)
- Gaomiao (高庙镇)
- Gongji (宫集镇)
- Guanji (关集镇)
- Guomiao (郭庙镇)
- Hongshan (洪山镇)
- Huzong (胡总镇)
- Jiuxian (旧县镇)
- Lixing (李兴镇)
- Maji (马集镇)
- Miaolaoji (苗老集镇)
- Niqiu (倪邱镇)
- Pitiaosun (皮条孙镇)
- Qingqian (清浅镇)
- Ruanqiao (阮桥镇)
- Sangying (桑营镇)
- Santa (三塔镇)
- Santang (三堂镇)
- Shuangfu (双浮镇)
- Shuangmiao (双庙镇)
- Shuizhen (税镇镇)
- Wuxing (五星镇)
- Xiaokou (肖口镇)
- Yuanqiang (原墙镇)
- Zhaomiao (赵庙镇)

Socknar (xiang):

- Zhaoji (赵集乡)

Områden på sockennivå:
- Kaifaqu Guanli Weiyuanhui utvecklingszon (开发区管理委员会)